# Nintendo Switch
Nintendo Switch — ігрова консоль, розроблена компанією Nintendo і випущена в більшості регіонів світу 3 березня 2017 року. Випущена в середині восьмого покоління домашніх консолей, Switch прийшла на зміну Wii U і конкурувала з Xbox One від Microsoft і PlayStation 4 від Sony; вона також конкурує з консолями дев'ятого покоління, Xbox Series X/S від Microsoft і PlayStation 5 від Sony.
Switch — це планшет, який можна під'єднати до док-станції для домашнього користування, або використовувати як портативний пристрій, що робить його гібридною консоллю. Його бездротові контролери Joy-Con функціонують як дві половини стандартного контролера, або як окремі контролери з кнопками та аналоговими джойстиками, датчиками руху і тактильним зворотним зв'язком. Пару контролерів можна прикріпити з боків консолі для гри в ручному режимі, приєднати до аксесуара, щоб отримати окремий геймпад, або використовувати без підключення до консолі. Програмне забезпечення Switch підтримує онлайн-ігри через інтернет, а також локальне бездротове спеціальне з'єднання з іншими консолями. Ігри та програмне забезпечення Switch доступні як на фізичних картриджах на основі флешпам'яті, так і в цифровому вигляді через Nintendo eShop; система не має регіональних обмежень. Було випущено дві апаратні версії: версія Switch Lite, призначена лише для портативного користування, випущена 20 вересня 2019 року, та версія вищого класу з OLED-екраном, випущена 8 жовтня 2021 року.
Switch була представлена 20 жовтня 2016 року; концепція консолі з'явилася як реакція Nintendo на фінансові втрати, пов'язані з низькими продажами Wii U та конкуренцією з боку мобільних ігор. Тодішній президент Nintendo Сатору Івата підштовхнув компанію до мобільних ігор та нового обладнання. Дизайн консолі Switch був націлений на широку демографічну аудиторію за допомогою декількох режимів використання. Nintendo заздалегідь заручилася підтримкою багатьох сторонніх розробників і видавців, а також незалежних студій, щоб допомогти створити ігрову бібліотеку Switch поряд з іграми від власних розробників. А стандартні апаратні компоненти, такі як чипсет на базі лінійки Tegra від Nvidia, були обрані для того, щоб полегшити розробку консолі для програмістів і зробити її більш сумісною з наявними ігровими рушіями. Станом на травень 2025 року було продано понад 152 мільйони консолей Nintendo Switch по всьому світу. Це найбільш продавана домашня консоль Nintendo і третя найбільш продавана ігрова консоль усіх часів, після PlayStation 2 та Nintendo DS. 

## Історія

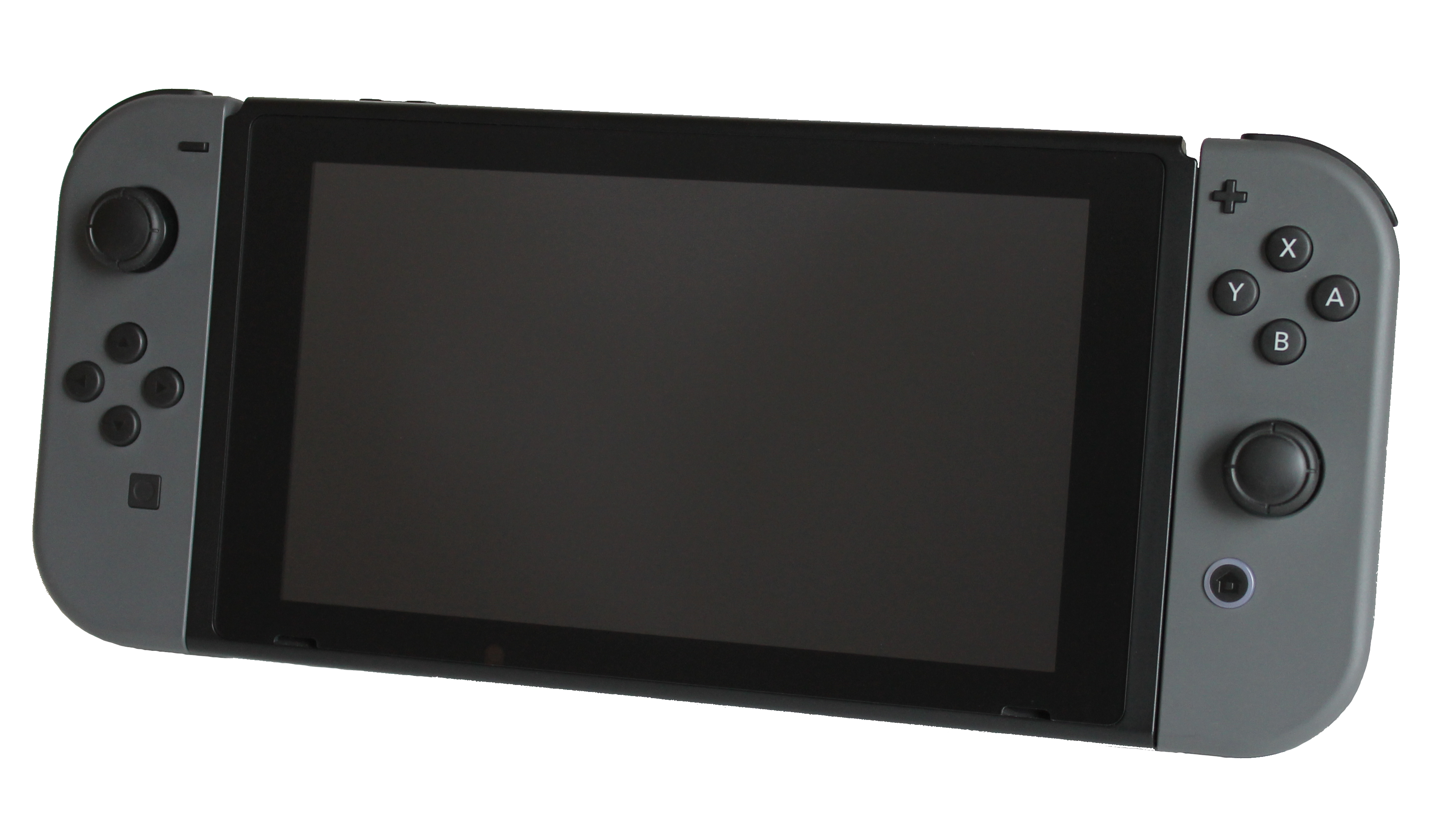
Портативна форма Nintendo Switch

Перші офіційні відомості про розробку консолі з'явилися в березні 2015 року. Пристрій описувався як «нова система з цілковито новою концепцією» під назвою NX. У жовтні 2016 Nintendo показала рекламний трейлер ігрової системи Switch. Там підтвердилися чутки, що пристрій буде гібридом портативної і стаціонарної консолі. Але це викликало падінням акцій Nintendo, багатьма аналітиками новину було сприйнято з великим скепсисом. Основними конкурентами гральних консолей Nintendo називалися смартфони, тому Switch, як пояснювалося, мусила «поцілити в усі бази» і надати високоякісні ігри, що для багатьох здавалося надто важким. Аналітик Серкан Тото, засновник і директор Kantan Games, висловив загальні сумніви словами: «Невже хтось вважає, що гібрид портативної і стаціонарної консолі в 2016 році — це інновація? Найбільше мене турбує питання цільової аудиторії пристрою. Хто купить його, крім особливо відданих шанувальників Nintendo? У Switch немає якоїсь особливості, [яка вигідно відрізняла б її від конкурентів], і мені здається, що Nintendo буде складно переманити на свою сторону казуальних геймерів, які віддають перевагу мобільним іграм. В Японії, наприклад, сегмент мобільних ігор вже в два або три рази більший, ніж консольних». Згодом стало відомо, що док-станція служитиме лише для підзарядки, хоча доти звучали заяви про подвоєння потужності графічного процесора (у фінальній версії потужність в автономному режимі зменшується задля економії енергії засобами самої консолі). 27 жовтня стало відомо, що Nintendo Switch отримає 6,2-дюймовий екран у 1280x720 пікселів — порівняно малою роздільністю. Але для консолі було заявлено мультисенсорний екран, що робило Switch першим пристроєм Nintendo з такою можливістю. Nintendo запевнили, що випуск нової консолі не означає припинення виробництва консолей Wii U чи 3DS.
Вихід консолі планувався на березень 2017 і мав збігтися з виходом відеогри The Legend of Zelda: Breath of the Wild. Кінцевою датою стало 3 березня 2017. Консоль було запущено у продаж одночасно у Великій Британії, Франції, Німеччині, Данії, Португалії, Росії, ПАР, США, Канаді та Японії за ціною $260.
Окрім звичайної версії 20 вересня 2019 року в продаж надійшла версія Nintendo Switch Lite, що є виключно портативною, але відповідно суттєво дешевша.

## Характеристики

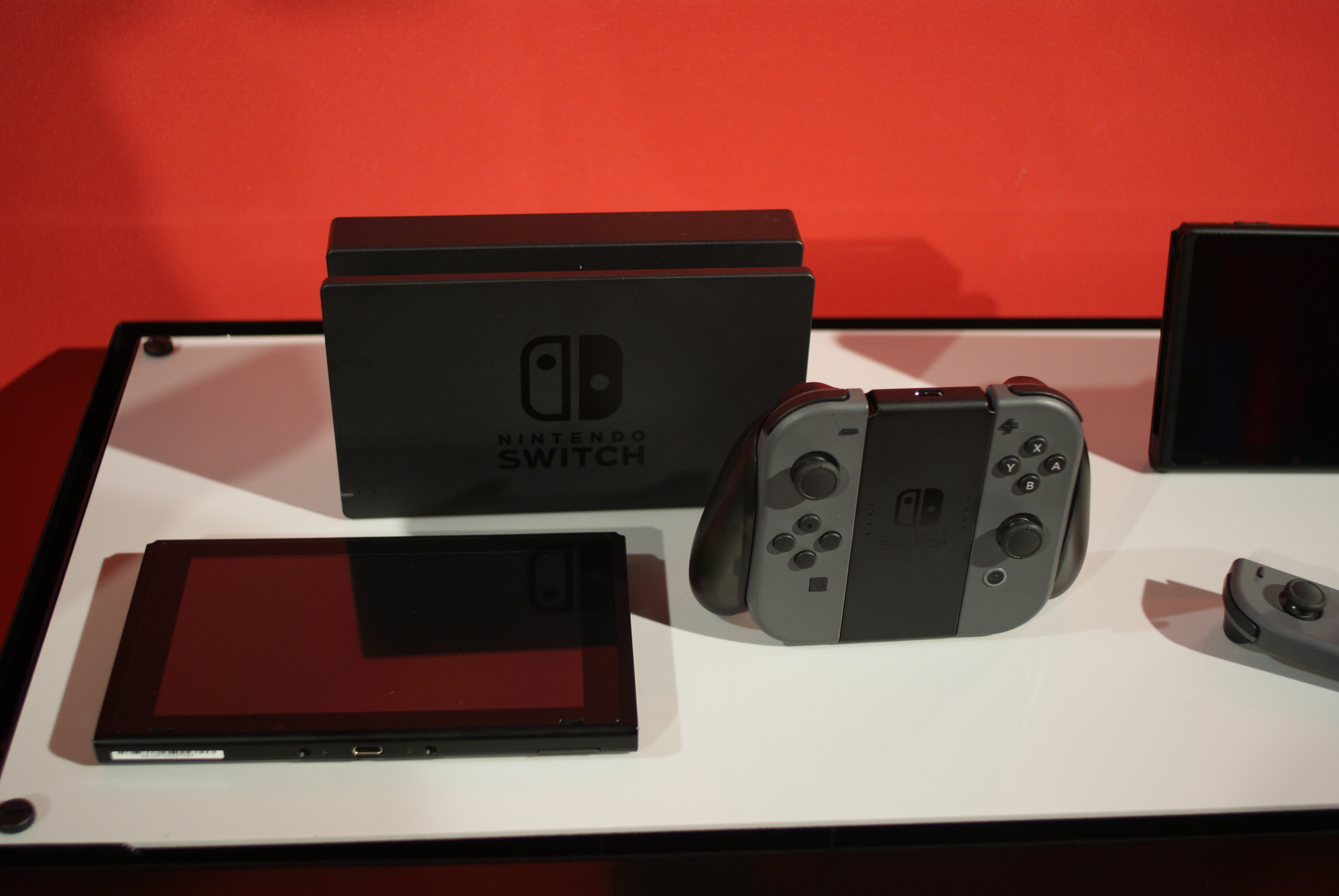
Екран, док-станція і контролери Nintendo Switch

### Технічні характеристики
У стандартній формі Nintendo Switch призначена для тримання в руках. Вона складається з основної частини, що має сенсорний екран, і знімних контролерів Joy-Con з елементами керування. Основа Switch порівняно компактна: довжина 172 мм, ширина 100 мм, товщина 15 мм. З контролерами Joy-Con довжина збільшується до 232 мм. Зверху екрана знаходяться кнопка ввімкнення, регулятори гучності, роз'єм для аудіо і слот для картриджів, знизу — гніздо USB-C для зарядки чи підключення інших пристроїв. Консоль оснащена вбудованими динаміками. На задній панелі також є місце для встановлення карти пам'яті і висувна підставка, що дозволяє поставити Nintendo Switch вертикально на будь-яку рівну поверхню.
Екран діагоналлю 6,2 дюйма наділений роздільністю 1280x720 пікселів. Роботу забезпечує незнімний літій-іонний акумулятор ємністю 4310 мА/год (до 5 годин роботи без підзарядки). Стандартний обсяг вбудованої пам'яті складає 32 Гб (доступно 25,9 Гб). Його можна збільшити за допомогою карт формату micro-SD, micro-SDHC і micro-SDXC, максимум до 2 Тб. Безпровідний зв'язок включає технології Wi-Fi і Bluetooth 4.1. Nintendo Switch має акселерометр, гіроскоп і датчик рівня освітленості.
Роботу ігор на Nintendo Switch забезпечують:
- Центральний процесор, що має 4 ядра Cortex-A57 з частотою до 2 ГГц;
- Графічний процесор Tegra X1, що налічує 256 шейдерних ядер з частотою 768 МГц (в док-станції, за автономної роботи обмежується до 387 МГц для економії енергії);
- 4 Гб універсальної оперативної пам'яті LPDDR3;

Консоль використовує картриджі з іграми, які несумісні з іншими консолями Nintendo і не передбачають запису на них якої-небудь додаткової інформації. Такі дані як збереження прогресу в грі зберігаються у пам'яті самої Nintendo Switch. Інший спосіб отримати ігри — завантажити їх з магазину Nintendo, однак деякі з них займають більше обсягу пам'яті, ніж є вбудовано в Nintendo Switch, що змушує докуповувати карти пам'яті.
Зарядження консолі може відбуватися через USB-C або док-станцію. В останньому випадку частина з екраном цілком ховається у док-станції, але продовжує працювати. З допомогою HDMI-кабелю станцію можна підключити до телевізора чи монітора і грати на великому екрані. Додатково док-станція наділена двома USB-портами.

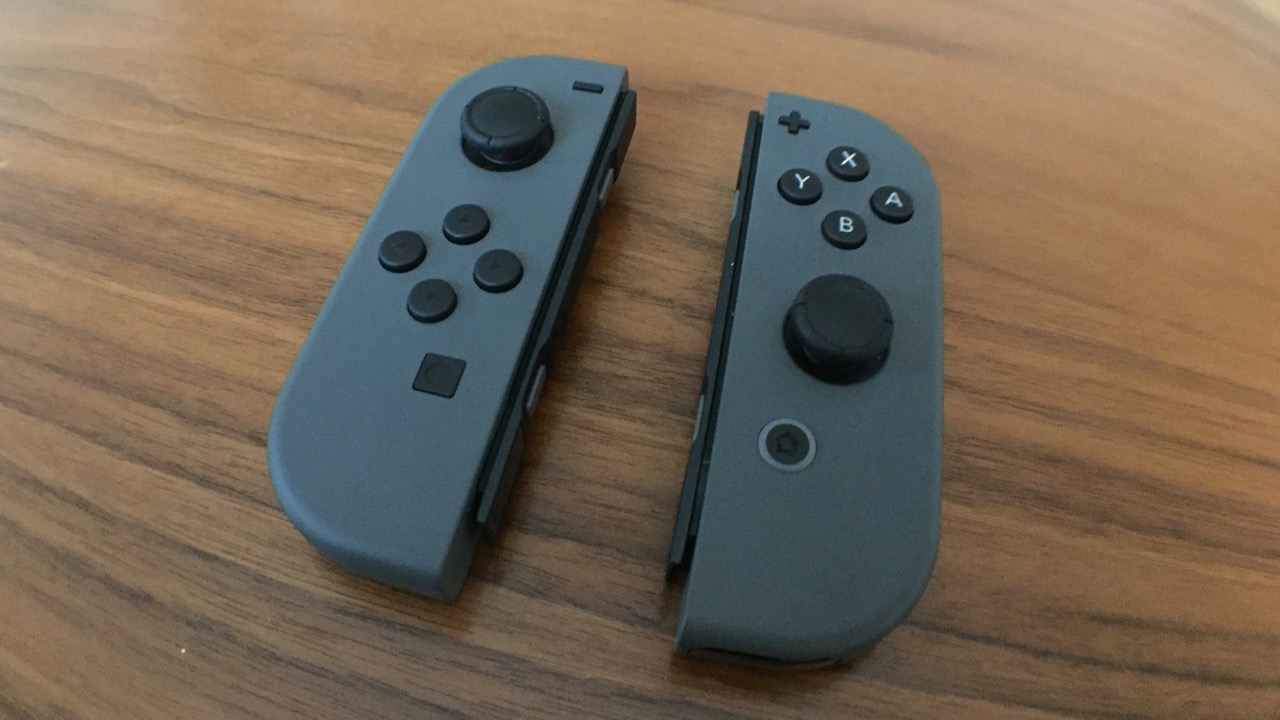
Від'єднані Joy-Con-и

### Контролер

#### Joy-Con
Знімні контролери Joy-Con кріпляться праворуч і ліворуч від екрана та мають стіки, кнопки й спускові гачки. Елементи керування на них в більшості ігор розташовані по-різному для зручності користування і різної спеціалізації. Лівий контролер передусім відповідає за пересування персонажів у іграх, а правий — за виконання ними різних дій на місці та поворот камери. На лівому Joy-Con також розміщено кнопку для створення скріншотів, а на правому — кнопку HOME, яка викликає меню.
Ці контролери можна від'єднати і користуватися ними на певній відстані від частини Nintendo Switch з екраном. Для їх утримання передбачено спеціальні додаткові ремінці. Joy-Con-и також можуть приєднуватися до спеціального тримача, утворюючи більш звичний геймпад. Крім того двоє гравців можуть використовувати по одній частині Joy-Con, щоб грати вдвох на одному екрані, де це передбачено. Контролери мають власні акумулятори, які підзаряджаються, коли приєднані до основної частини консолі. Час автономної роботи складає до 20 годин.

#### Pro Controller
Окремий суцільний геймпад сумісний і з ПК, випущений у 2017 році. Продовжує традиції Wii Classic Controller Pro та Wii U Pro Controller. З'єднується із консоллю через Bluetooth, та заряджається за допомогою стандартного входу USB-C на самому контролері.

#### Nintendo 64 Controller
Перевипущений у 2022 році геймпад у формі переверненого тризубця від консолі Nintendo 64. На відміну від оригінального пристрою, під'єднується до консолі через Bluetooth, а заряджається через USB-C.

#### Інші
Додатково, консоль підтримує контролери сторонніх виробників, таких як 8BitDo Ultimate чи Hori.

### Розширення контролерів та Toy-Con
Nintendo Switch підтримує широкий спектр додаткових аксесуарів. Ідея полягає у можливості використання інших пристроїв, окрім Joy-Con, які могли б приєднуватися та/або підключатися до консолі, щоб служити альтернативними пристроями введення та змінювати спосіб використання Nintendo Switch.

#### Держак Joy-Con
Дозволяє вставляти лівий та правий Joy-Con у держак, так що вся конструкція нагадує звичайний геймпад. Nintendo виробляє також варіацію, що дозволяє керувати консоллю однією рукою.

#### Ring-Con та Leg Strap
Кільце для пілатесу, яке тримає користувач, і в яке вставляється один Joy-Con, а також ремінь для ноги, шматок тканини, прикріплений до ноги користувача, який тримає інший Joy-Con. Продається разом із Ring Fit Adventure.

#### Joy-Con Wheel
Nintendo пропонує Joy-Con Wheel, невеликий блок, схожий на кермо, в який можна вставити Joy-Con, що дозволяє використовувати його для перегонових ігор, таких як Mario Kart 8 Deluxe. Під маркою Joy-Con Wheel випускаються і схожі пристрої інших виробників.

#### Nintendo Labo
Labo складається з 2-х частин, де одна частина — це гра, а друга — кілька аркушів картону. Ігри постачаються у вигляді наборів, які включають картонні вирізки та інші матеріали, які збираються в поєднанні з дисплеєм консолі Nintendo Switch і контролерами Joy-Con, щоб створити «Toy-Con», який може взаємодіяти з програмним забезпеченням гри, що входить у комплект. Наприклад вудка, піаніно, VR шолом, штурвал.
Заохочує конструювання власних пристроїв з картону («Toy-Con Garage»).

## Моделі

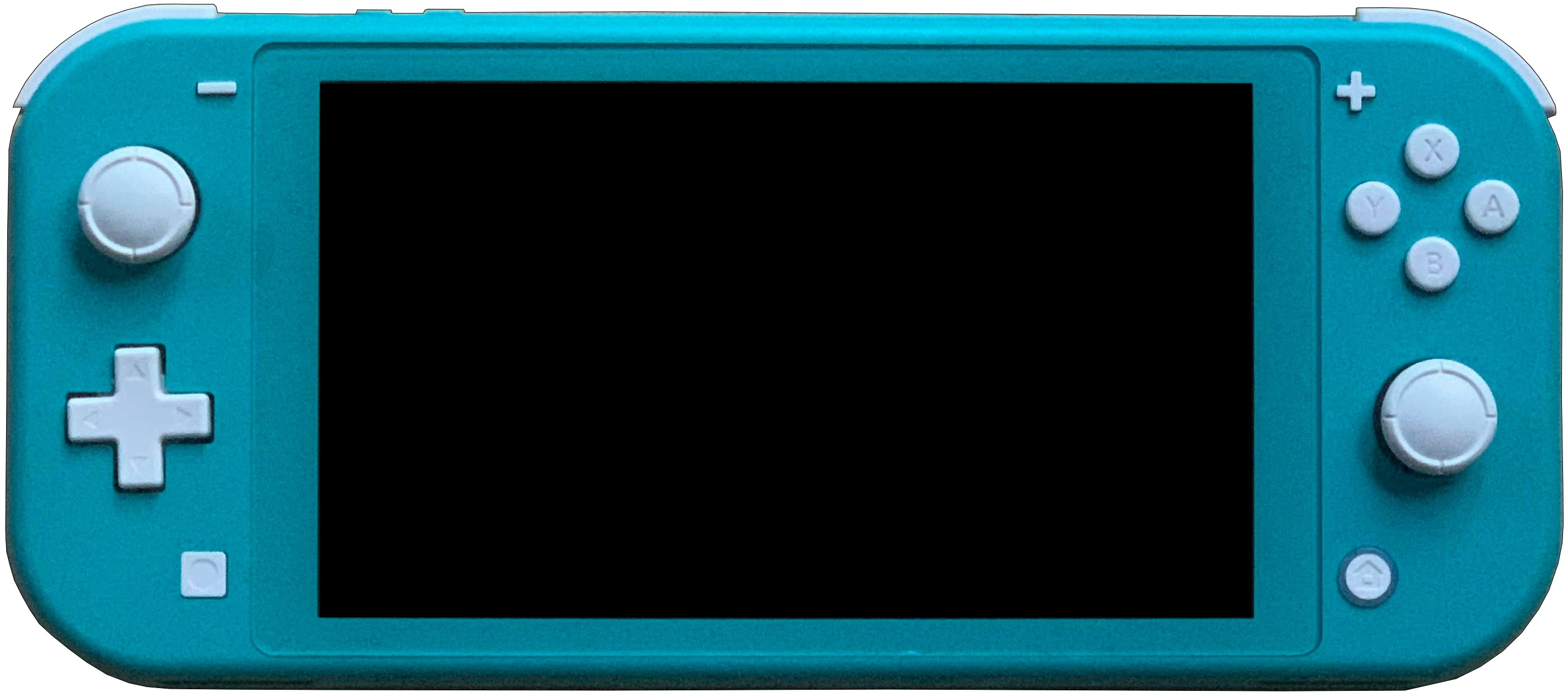
Nintendo Switch Lite

### Nintendo Switch Lite
10 липня 2019 року, через, трохи більше ніж, два роки від виходу, було оголошено про наміри компанії випустити нову модель консолі — Nintendo Switch Lite. За заявами творців, Switch Lite є менш дорожчою альтернативою до оригінальної. Нова гральна консоль так і залишається виключно портативною, але за характеристиками вона легша та менша від оригінальної. Внаслідок цього вартість Lite-версії рекордно зменшено до $199. Для моделі було прибрано підтримку HD-вібрації, інфрачервоної камери руху й управління рухом, а також знімні контролери Joy-Con з усіма її побічними функціями, котрі було замінено на монолітний корпус. Switch Lite створена на базі процесора Nvidia Tegra та має 32 Гб вбудованої пам'яті, з яких 6,2 віддані під систему, а діагональ LCD-екрана складає 5,5 дюйма, з роздільною здатністю в 1280х720 пікселів. Консоль має розміри 208х91,1x13,9 мм і важить близько 275 грамів. З-поміж іншого було вдосконалено акумулятор консолі, який дозволяє використовувати консоль протягом шістьох годин безперервно, проте це залежатиме від міри навантаження гри на процесор. Незважаючи на зменшення у розмірі, роз'єм для навушників було залишено.
Офіційно, до продажу Nintendo Switch Lite надійшла 20 вересня 2019 року, одразу у всьому світі. Від початку гральна консоль доступна в трьох кольорах: жовтому, сірому та бірюзовому, проте розробники не виключають того, що кількість можливих забарвлень може бути збільшено. Окрім різних забарвлень, Lite-версія вийшла і в обмеженому виданні, тематизованому під Pokemon Sword і Shield. Також, нова модель підтримує всі випущені для оригіналу відеоігри, але за умови, що вони доступні для портативного формату.

### Nintendo Switch OLED
6 липня 2021 року Nintendo презентувала Switch OLED, яка вирізняється 7-дюймовим OLED-екраном з роздільністю 720p. Вона трохи важча за оригінальну консоль, її маса 320 грамів проти 290 грамів у оригінальної моделі. В док-станції повна здатна відтворювати відео в 1080p. Крім того консоль оснащена 64 ГБ вбудованої пам'яті, покращеним звуком, має нову док-станцію з портом Ethernet для підключення до дротової мережі. Позаду корпусу Nintendo Switch OLED розташована висувна підставка, що дозволяє встановити консоль на горизонтальну поверхню. Суттєвих змін в процесорі чи інших деталях не відбулося. Надходження в продаж почалося з 8 жовтня 2021 року за ціною $350.

## Продажі
У перші дні з моменту запуску Nintendo Switch стала найбільш продаваною консоллю Nintendo в Північній Америці, Європі, Росії та порівняно успішною в Японії. Так, в Японії станом на 6 березня 2017 було продано понад 313 тисяч консолей, а у Великій Британії 80 тисяч. Відеогра The Legend of Zelda: Breath of the Wild для Nintendo Switch стала найпродаванішою з усіх ігор, які коли-небудь випускалися одночасно з виходом консолей компанії. Маючи продажі в 193 тисячі копій, вона випередила Wii Sports для Wii. Станом на липень 2021 року продано 84,59 млн примірників Nintendo Switch.
Згідно за фінансовим звітом Nintendo, який закінчився у березні 2024 року, продажі усіх моделей Nintendo Switch сягнули відмітки у 141,32 мільйона одиниць. Лише у 2024 фінансовому році компанія зуміла продати 15,70 мільйона консолей Switch. Це лише на 12.6 % менше, ніж у 2023 році.
Станом на 31 березня 2025 року, Nintendo відвантажила 152,12 мільйона консолей Switch, з яких понад 96,44 мільйона — оригінальні Switch, 25,59 мільйона — Switch Lite, і 30,19 мільйона — Switch OLED.
На цей момент це найпродаваніша домашня ігрова консоль Nintendo за всю історію.

## Ігри
Кількість відеоігор для Nintendo Switch порівняно мала, проте всього станом на липень 2021 продано 587,17 млн примірників різних ігор для цієї консолі.
На другу половину 2022 року десятку найпродаваніших склали:
- Mario Kart 8 Deluxe
- Animal Crossing: New Horizons

- Super Smash Bros. Ultimate
- The Legend of Zelda: Breath of the Wild
- Pokémon Sword і Shield
- Super Mario Odyssey
- Super Mario Party
- Pokémon Brilliant Diamond і Shining Pearl
- Ring Fit Adventure
- Pokémon: Let's Go, Pikachu і Eevee